# Longnes (Sarthe)
Longnes ist eine französische Gemeinde mit 295 Einwohnern (Stand: 1. Januar 2022) im Département Sarthe in der Region Pays de la Loire. Die Gemeinde gehört zum Arrondissement La Flèche und zum Kanton Loué. Die Bewohner werden Longnais und Longnaises genannt.

## Geografie
Longnes liegt etwa 22 Kilometer westnordwestlich von Le Mans in der historischen Provinz Maine. Umgeben wird Longnes von den Nachbargemeinden Épineu-le-Chevreuil im Norden und Nordwesten, Amné im Osten und Nordosten, Auvers-sous-Montfaucon im Süden sowie Chassillé im Westen.

## Bevölkerungsentwicklung
| 1962                       | 1968 | 1975 | 1982 | 1990 | 1999 | 2006 | 2013 | 2020 |
| -------------------------- | ---- | ---- | ---- | ---- | ---- | ---- | ---- | ---- |
| 258                        | 247  | 226  | 218  | 229  | 261  | 341  | 348  | 314  |
| Quellen: Cassini und INSEE |      |      |      |      |      |      |      |      |

## Sehenswürdigkeiten

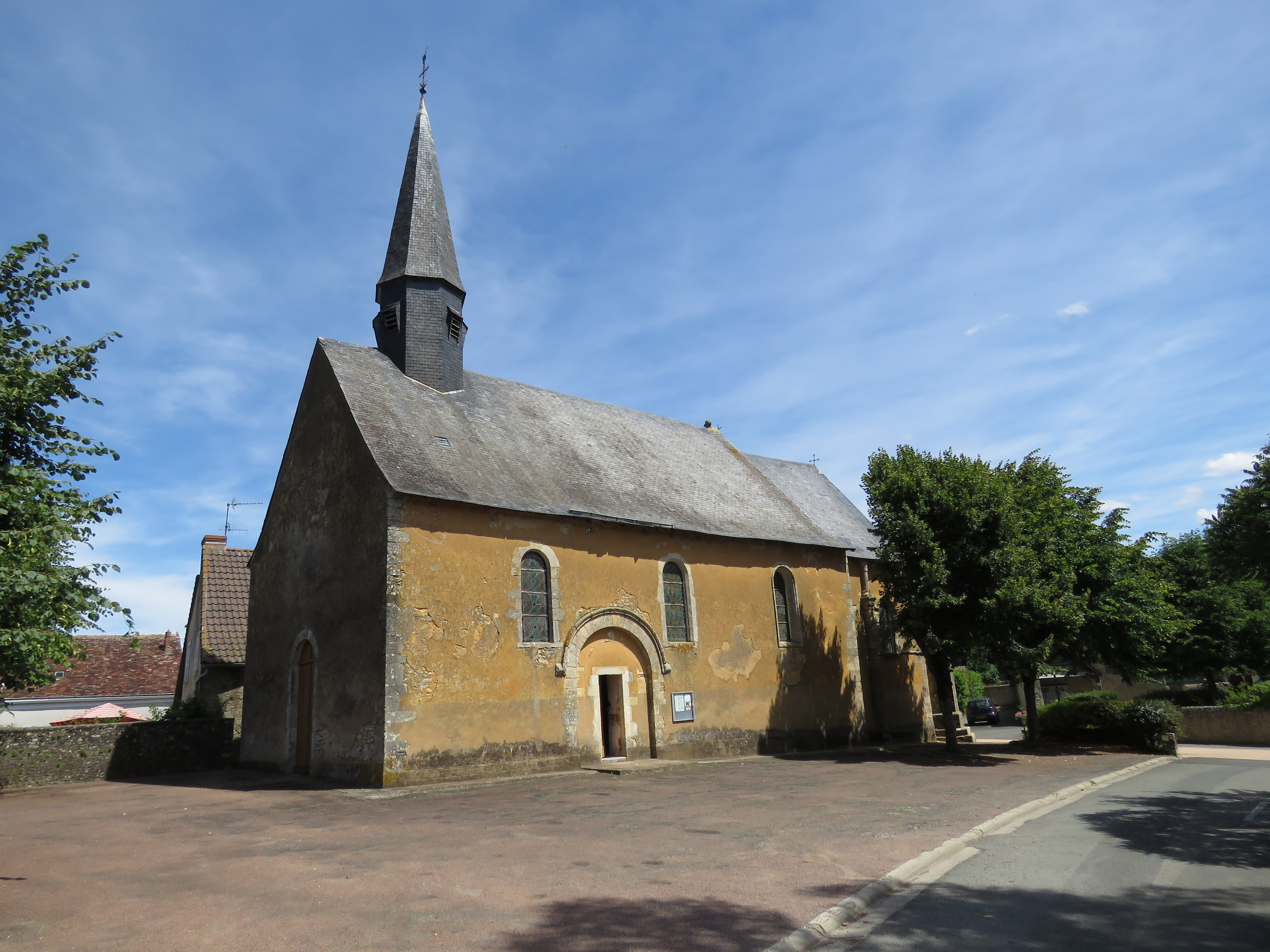
Kirche Saint-Pierre-et-Saint-Paul

- Kirche Saint-Pierre-et-Saint-Paul

## Persönlichkeiten
- Stéphane Le Foll (* 1960), Politiker (PS), MdEP (2004–2012), Forst- und Landwirtschaftsminister (2012–2017), Regierungssprecher (2014–2017), verbrachte seine Kindheit in Longnes